# Jamilla Obispo
Jamilla Obispo, geb am 24. Juli 1986, ist eine philippinische Schauspielerin.

## Leben
Obispo gab ihr Filmschauspieldebüt im Jahr 2006, ihr Schaffen umfasst rund zwei Dutzend Film- und Fernsehproduktionen. Ein Film mit Obispo, der unter anderem auch in Deutschland erschienen ist, ist Seventeen – Die Freundin meiner Tochter.

## Filmografie
- 2006: Let's Go (Fernsehserie)
- 2006: Your Song (Fernsehserie)
- 2006: Mara Clara (Fernsehserie)
- 2011: Banana Split: Extra Scoop (Fernsehserie)
- 2011: X-Deal (Fernsehserie)
- 2011: The Jose & Wally Show Starring Vic Sotto (Fernsehserie)
- 2011–2012: Nasaan ka, Elisa?  (Fernsehserie)
- 2012: Lumayo ka man sa akin (Fernsehserie)
- 2012: Toda Max (Fernsehserie)
- 2013: Dugong buhay (Fernsehserie)
- 2013: Banana Nite (Fernsehserie)
- 2013–2018: Maalaala mo kaya (Fernsehserie)
- 2014: Luv U (Fernsehserie)
- 2017: Amnesia Love
- 2019: Sisters Forever (Miniserie)
- 2019: Ipaglaban mo (Fernsehserie)
- 2021: Mahjong Nights
- 2022: Wag mong agawin ang akin (Miniserie)
- 2022: Iskandalo (Miniserie)
- 2022: L  (Miniserie)
- 2022: Seventeen – Die Freundin meiner Tochter
- 2023: Litsoneras
- 2023: High on Sex (Fernsehserie)
- 2024: Lumuhod ka sa lupa (Fernsehserie)